# Maestre de campo
Maestre de campo, auch maese de campo, maesse de campo oder maestro de campo (deutsch: Feldmeister), war ein militärischer Rang bei den Fußtruppen der spanischen Armee, der von König Karl I. 1536 zusammen mit der Einführung des Tercio als der grundlegenden taktischen Organisations- und Gefechtseinheit des Fußvolks geschaffen wurde.
Es handelt sich um den Befehlshaber eines Tercios, eines ca. 3000 Mann starken und in acht bis zwölf Kompanien gegliederten Feldheeres, das in der Anfangszeit wie eine selbstständige Armee eingesetzt werden konnte. Der Feldmeister, der oft mit einem Feldhauptmann oder Obristen verglichen wird, muss nach heutigen Begriffen als Generalsrang angesehen werden; er unterstand unmittelbar dem Generalkapitän (capitán general), das war normalerweise der König selbst oder sein oberster Heerführer, und stand über dem Obristwachtmeister (sargento mayor), der als sein Stellvertreter und Führungsoffizier fungierte und mit dem er die Führung des Verbands gemeinsam ausübte.
Feldmeister wurden unmittelbar durch den Monarchen im spanischen Kronrat (Consejo de Estado) eingesetzt. Sie hatten das Anrecht auf eine vom König bezahlte Leibwache aus acht deutschen Hellebardenträgern, die sie auf Schritt und Tritt begleiteten. Ihre Befugnisse und Vollmachten, die auch die Ausübung der militärischen und zivilen Gerichtsbarkeit, die Requirierung von Versorgungsgütern und Einquartierung der Truppen sowie die Gründung von Städten im Namen des Königs einschlossen, entsprachen etwa jenen des spätmittelalterlichen Marschalls (mariscal) im Königreich Kastilien. In den Überseekolonien ernannten die Gouverneure oder Vizekönige, die militärisch den Rang eines Generalkapitäns führten, jeweils ihren eigenen maese de campo.
Unterstanden einem maestre de campo mehrere Tercios, so wurde er bereits im 16. Jahrhundert maestre de campo general („Generalfeldmeister“) genannt, woraus die Bezeichnung General entstand. Juan de Herrera, der Erzieher des Prinzen Don Carlos, erwähnt diese Unterscheidung als Erster und lernte sie bereits in den 1550er Jahren in Flandern kennen. Er setzt die Befehlsgewalt des maestre de campo jedenfalls in dieser zweiten, übergeordneten Funktion praktisch mit der eines capitán general gleich. John Stevens († 1726) vergleicht den einfachen maestre de campo seiner Zeit mit einem englischen colonel (Regimentschef); den maestre de campo general, der nach seiner auf Herrera gestützten Ansicht dem ursprünglichen maestre de campo entsprach, mit einem Generalleutnant oder Generalmajor.
Führungsoffizier und Gehilfe des Generalfeldmeisters war der Generalfeldwachtmeister (sargento general); außerdem wurden mit der Wende zum 17. Jahrhundert immer öfter Stabsoffiziere (oficiales mayores) von ihren Aufgaben als Truppenkommandeure entbunden und zu Stellvertretern („Leutnanten“) des Generalfeldmeisters ernannt (teniente de maestre de campo general), da die Aufgaben des Heerführers von einer Person allein nicht zu bewältigen waren. Diese Offiziere bildeten einen Generalstab, der den kommandierenden General beriet und unterstützte, sodass der bis dahin übliche Kriegsrat aus höheren Truppenoffizieren für die Führung der Armee an Bedeutung verlor. Auf diese Weise vergrößerte sich die Kluft zwischen der neuen Offiziersklasse der „Generale“ einschließlich ihrer Generalleutnants einerseits und den gewöhnlichen Truppenkommandeuren andererseits, die als maestre de campo de tercio zusammen mit dem sargento mayor einen Tercio-Feldhaufen befehligten.
Mit dem Obristen oder coronel (Oberst) der Infanterie-Regimenter, die auf den europäischen Kriegsschauplätzen nun häufig parallel zum Tercio zum Einsatz kamen, bzw. mit dessen Stellvertreter, dem „Obristleutnant“ oder teniente coronel (Oberstleutnant), waren die Aufgaben des einfachen maestre de campo und seines sargento mayor (Major) gegen Ende des 17. Jahrhunderts prinzipiell gut vergleichbar. Was das soziale Prestige und die Rangstellung des maestre de campo in der militärischen Hierarchie betrifft, bestand zwischen ihnen und den Obristen der Fußtruppenregimenter dagegen auch noch gegen Ende des Achtzigjährigen Krieges und in den folgenden Jahrzehnten ein deutliches Gefälle.